# 费尔金-安过渡态模型
费尔金-安过渡态模型（Felkin-Anh模型）是一个用来解释α-手性酮亲核加成反应中产物的立体选择性现象的理论模型。是对克莱姆模型（Cram规则）的发展。

## 历史
该模型由费尔金在1960年代提出。1976年经安和埃森斯坦修正后得名，故有时也称费尔金-安-埃塞斯坦模型。费尔金是法国化学家，安是一个姓阮（Nguyễn Trọng Ánh/Anh，阮仲映/英/婴？）的旅法越南化学家。

## 模型图示
如图纽曼投影式所示。亲核试剂从左侧进攻羰基。手性碳上的最大基团与羰基碳氧键保持垂直。基团大小由CPI规则确定。